# Електронна торгова платформа

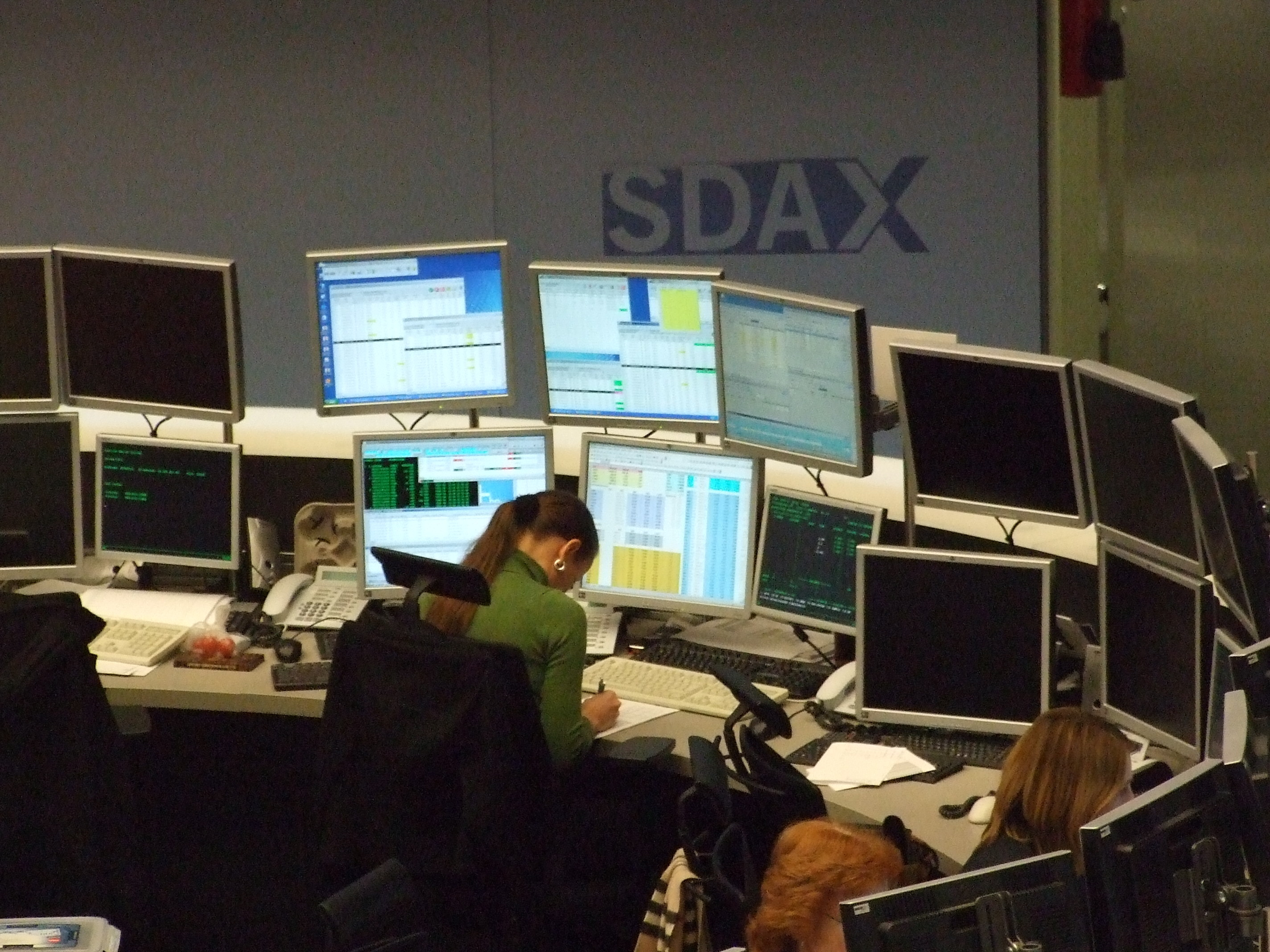
Електронна торгова платформа, яка використовується в Deutsche Börse.

Електронна торгова платформа — комп'ютерна система, яка використовується, для розміщення замовлень (покупок / продажів) фінансових продуктів, таких як акції, валюти, облігації, біржовий товар та деривативи з фінансовими посередниками, такими як брокери, маркетмейкери, дилери, або фондові біржі по мережі . Платформи електронної торгівлі дозволяють користувачам торгувати з будь-якої точки на відміну від традиційної кімнатної торгівлі (Floor trading) і торгівлі, створеної на принципі телефонної лінії.
Термін «торговельна платформа» (англ. Trading platform) застосовується щоб уникнути плутанини з терміном «торгова система» (англ. Trading system), який в основному пов'язаний з самим методом торгівлі, або з алгоритмічної торговою стратегією, а не з комп'ютерною системою, яка використовується для розміщення замовлень.
Електронні торгові платформи зазвичай транслюють ринкові ціни в реальному часі, за якими користувачі можуть торгувати, і можуть надавати додаткові торгові інструменти, такі як графічні пакети, новинні стрічки і функції управління рахунками.

## Історичний розвиток
Торгові угоди традиційно виконувалися вручну, між брокерами або контрагентами. Однак, починаючи з 1970-х років, більша частина транзакцій перемістилася на електронні торгові платформи. Сюди можуть входити мережі електронного зв'язку, альтернативні торговельні системи, «темні пули» та інші.
Перші електронні торгові платформи, як правило, були пов'язані з фондовими біржами і дозволяли брокерам розміщувати замовлення віддалено, використовуючи приватні виділені мережі і німі термінали. Ранні системи не завжди надавали ціни в режимі реального часу і замість цього дозволяли брокерам або клієнтам розміщувати замовлення, який був підтверджений через деякий час; вони були відомі як системи, засновані на запитах котирувань.
У період з 2001 по 2005 рік з розвитком і поширенням торговельних платформ були створені спеціалізовані торгові онлайн-портали, які були електронними онлайн-майданчиками з можливістю вибору з безлічі електронних торговельних платформ, а не обмежувалися пропозицією однієї установи.

## Основні системи інтернет-трейдингу

### OnlineBroker
| Вихід на ринок: | 1997 рік                                                            |
| Розробник:      | ВТБ 24                                                              |
| web-сайт        | www.onlinebroker.ru [Архівовано 15 березня 2022 у Wayback Machine.] |

Перша система інтернет-трейдингу, яка була розроблена співробітниками КБ «Гута-Банк». спочатку називалася Remote Trader, згодом назва була змінена на GutaBroker. Свій останній варіант назви, як OnlineBroker, система отримала в 2003 році.

#### Надані послуги
Маржинальна торгівля. «Плече» при кредитуванні цінними паперами та грошовими коштами. Автоматичний контроль лімітів в режимі онлайн, плюс автоматичне маржинальне кредитування. Експорт даних в зовнішні аналітичні системи. Побудова часових рядів онлайн. Застосовуваний шлюз другого рівня дозволяє інтегрувати GutaBROKER з обліковою системою субброкера, проводити неторгові операції (грошові перекази, виводити кошти, проводити депозитарні операції і т. ін.).
Підтримка засобів електронного цифрового підпису «Inter-PRO», «MessagePro» .

### QUIK
| Вихід на ринок: | 2000 рік                                                  |
| Розробник:      | ARQA Technologies                                         |
| web-сайт        | www.quik.ru [Архівовано 3 травня 2015 у Wayback Machine.] |

QUIK система інтернет-трейдингу, яка використовується більш ніж 270 фінансовими організаціями.

#### Надані послуги
Автоматичний розрахунок комісійних, маржинальна торгівля. Є можливість обслуговування брокером інших учасників ринку і їх клієнтів (субброкерство), на терміновому і фондовому ринках. Можливість для підключення механічних торгових систем і автоматизація торгових операцій. Пакетне виставляння в торговельну систему відкладених заявок. Позабіржові угоди по котируваннях брокера, а так же експорт бази даних (ODBC) в Excel, дві системи технічного аналізу Metastock і Omega Tradestation. Графіки. Вбудовані мови програмування: QLUA, QPILE.
Підтримка сертифікованих ФАПСИ засобів електронного цифрового підпису через КріптоПро, Верба-OW.
Інтерфейс англійською та російською мовами.

### Альфа-директ
| Вихід на ринок: | 2001 рік                                                          |
| Розробник:      | Альфа Банк                                                        |
| web-сайт        | www.alfadirect.ru [Архівовано 16 березня 2022 у Wayback Machine.] |

#### Надані послуги
Позики для продажу цінних паперів «без покриття» і маржинальне кредитування для покупки цінних паперів, укладення угод РЕПО, участь в первинних розміщеннях цінних паперів (IPO), відкриття і ведення брокерських і депозитарних рахунків.
Підтримка сертифікованих ФАПСИ засобів електронного цифрового підпису через КріптоПро.

### MetaTrader
| Вихід на ринок: | 2002 рік                                                           |
| Розробник:      | MetaQuotes Software Corp.                                          |
| web-сайт        | www.metaquotes.net [Архівовано 15 березня 2022 у Wayback Machine.] |

Система інтернет-трейдингу, орієнтована в основному на маржинальний торгівлю на ринку Forex. У 2010 році була надана технічна можливість підключення до фондового ринку України.
Інформаційна підтримка: в стандартній комплектації є шлюзи для підключення новин від багатьох джерел, таких як Factiva (підрозділ Dow Jones & Company).

#### Надані послуги
Кредитне плече, автоматичний контроль лімітів, маржинальна торгівля.
Широкий набір інструментів для проведення технічного онлайн аналізу, можливість програмування власних додатків і для автоматичної торгівлі і для візуального відображення.

### Aton-Line
| Вихід на ринок: | 2000 рік                                                       |
| Розробник:      | АТОН                                                           |
| web-сайт        | www.aton-line.ru [Архівовано 5 серпня 2017 у Wayback Machine.] |

#### Надані послуги
Пакет технічного аналізу, експорт даних в текстові файли Маржинальна торгівля. Підтримка засобів електронного цифрового підпису через «Inter-PRO».

## Криптоплатформи
З 2013 року на ринку стали з'являтися електронні торгові кріптоплатформи на базі технології «ланцюжок блоків» (від англ. Blockchain). Їх відрізняє те, що в них вже вбудований платіжний інструмент — криптовалюта. Децентралізований принцип роботи платформи усуває характерні для звичайних електронних торговельних майданчиків ризики, а саме: крадіжку або блокування коштів на рахунку, можливість підробки активів або закриття майданчика. За проведення купівлі-продажу відповідає алгоритм платформи, що знімає необхідність довіри трейдерів один до одного і, власне до платформи.